# Grevillea floripendula
Grevillea floripendula är en tvåhjärtbladig växtart som beskrevs av R.V. Smith. Grevillea floripendula ingår i släktet Grevillea och familjen Proteaceae. Inga underarter finns listade i Catalogue of Life.